# 浜松市天竜壬生ホール
浜松市天竜壬生ホール（はままつしてんりゅうみぶホール）は、静岡県浜松市天竜区二俣町にある文化施設である。
旧天竜市にあった唯一の文化施設であり、現在は浜松市天竜区における文化振興の中心として機能している。

## 概要
主にコンサートや演劇・舞踊に利用されている円形状のホールとギャラリー（ガレリア棟）の2つの施設で構成されている。ガレリア棟の中程にあるリハーサル室は、裏手が全開できるようになっており、裏手屋外に設けられた野外観覧席からリハーサル室を舞台のようにして見ることができる。
運営は（公財）浜松市文化振興財団が行っている。ホールは少人数ながらも設備と音響面にこだわり、壁には天竜材がふんだんに使用されている。
また、ホールの施設規模、経年が新しく綺麗な割に使用料が休日でも終日2万円であるため、天竜区以外の浜松市浜名区や中心市街地方面より好んで利用する利用者が多く、また新東名高速道路の開通で交通アクセスの向上もあり、主催者・観客の両視点から好評な施設である。

## 施設・座席数
- ホール（507席）
- 楽屋1号-3号
- 練習室
- リハーサル室
- 展示室
- 会議室1号-2号
- 野外ステージ（200席）

### 利用者数
- 2009年度（平成21年度） 73,408人（ホール 34,779人、会議室 8,302人、その他 30,327人）
- 2010年度（平成22年度） 72,863人（ホール 29,680人、会議室 10,383人、その他 32,800人）
- 2011年度（平成23年度） 70,993人（ホール 29,536人、会議室 8,896人、その他 32,561人）[3]

## 交通アクセス
- 遠鉄バス30磐田天竜線・秋葉線・鹿島線、浜松市自主運行バス北遠本線で「秋野不矩美術館入口」停留所下車、徒歩約10分。
- 天竜浜名湖鉄道 天竜二俣駅より徒歩10分。
- 無料駐車場150台あり。
- 新東名高速道路浜松浜北インターチェンジより車で15分。

## その他
- 開館時間:9:00 - 21:30
- 休館日:年末年始（ほか、臨時休館あり）